# لولبية إهليلجية
لولبية إهليلجية (الاسم العلمي:Spirogyra elliptica) هي نوع من طحالب خضراء تتبع جنس اللولبية من الفصيلة الزيغنيمية.